# Canale Oliver
Il canale Oliver  è una via d'acqua naturale nell'oceano Artico, nella Regione di Qikiqtaaluk, Nunavut, Canada.
Si trova alla punta settentrionale dell'isola di Baffin, a nord del canale Tay. Si apre nel canale Eclipse e il centro abitato più vicino è quello di Pond Inlet. Il canale Oliver fa parte del parco nazionale Sirmilik.